# Femø
Femø ist eine dänische Insel im Smålandsfarvandet (dt.: Smålandsfahrwasser) nördlich der Insel Lolland. Die Insel hat 112 Einwohner (1. Januar 2023). Die maximal 22 m hohe Insel ist 11,38 km² groß. Sie bildet ein eigenes Kirchspiel Femø Sogn, das ursprünglich zur Harde Fuglse Herred im Maribo Amt gehörte und ab 1970 zur Ravnsborg Kommune im damaligen Storstrøms Amt, die mit der Kommunalreform zum 1. Januar 2007 in der Lolland Kommune in der Region Sjælland aufgegangen ist.
Die Insel verfügt neben den beiden Ortschaften Nørreby und Sønderby über einen Yachthafen und über eine private Landebahn für kleine Flugzeuge. Die Kirche gehört zu den 12 Landkirchen von Ravnsborg.
Es gibt eine Fährverbindung nach Kragenæs auf Lolland, die Überfahrt dauert 50 Minuten.